# Ненашев, Пётр Ефимович
Пётр Ефимович Ненашев (1908—1988) — советский рабочий, начальник трубопрокатного цеха Первоуральского новотрубного завода, Герой Социалистического Труда (1966).

## Биография
Окончил Сибирский металлургический институт (1936), инженер-металлург.
В 1926—1931 гг. — чернорабочий службы пути, участковый инструктор физкультуры, молотобоец депо станции Новосибирск Омской железной дороги.
В 1936—1986 гг. — на Первоуральском новотрубном заводе: вальцовщик стана «220», мастер, начальник смены, начальник стана «220» (1936-1946), заместитель начальника трубопрокатного цеха № 1 (1946-48), заместитель начальника, начальник трубопрокатного цеха № 4 (1948-1955), начальник трубопрокатного цеха № 1 (1955-1967), заместитель главного инженера — главный прокатчик (1967-1973), старший инженер лаборатории горячей прокатки ЦЗЛ (1973-1986).
Внес вклад в освоение производства труб на всех трубопрокатных агрегатах вводимых в эксплуатацию. Под его руководством разработаны технологии горячей прокатки толстостенных труб для оборонной промышленности; технологии прокатки труб из нержавеющих, хромистых, никелевых марок стали и высоколегированных сплавов; проведена механизация и автоматизация трубопрокатных станов; освоено производство на стане «220» шарикоподшипниковых труб; переведены печи трубопрокатных агрегатов на природный газ; внедрен в эксплуатацию механизм смены оправок на стане «140».
С 1986 года – на пенсии. Умер 7 декабря 1988 года в Первоуральске. Похоронен на городском кладбище.

## Награды
Герой Социалистического Труда (1966). Награждён орденами Ленина (1966), Трудового Красного Знамени (1945, 1958), «Знак Почета» (1942), медалями.